# Trockeneis

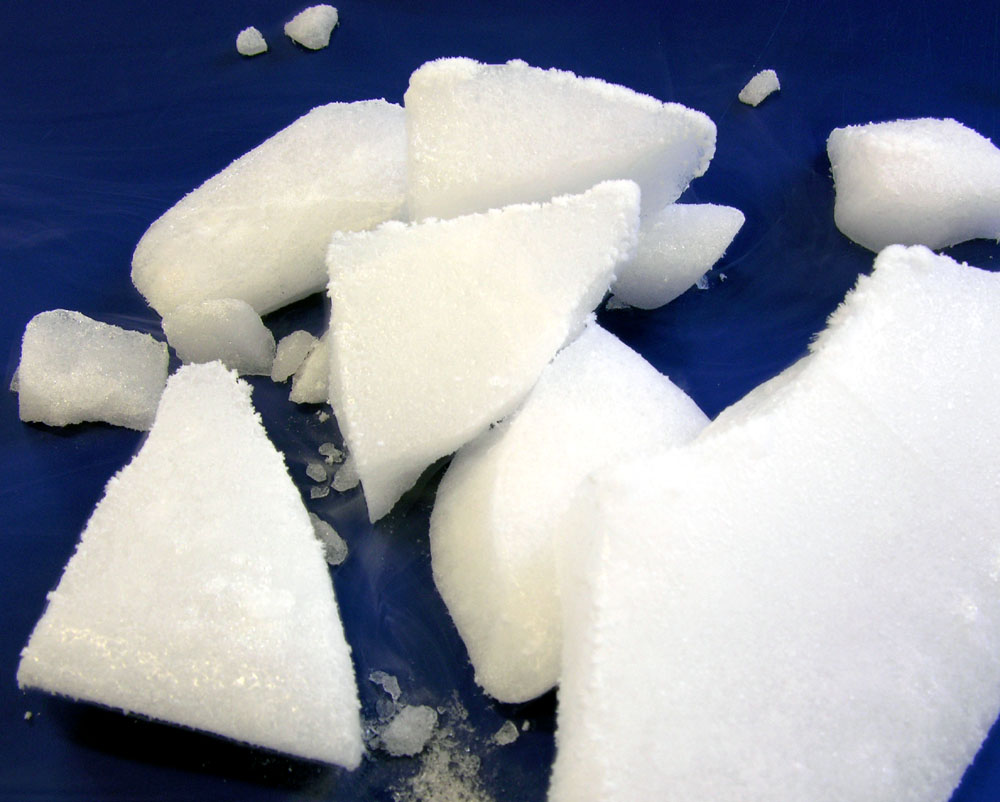
Trockeneis

Schematisches Phasendiagramm von Kohlenstoffdioxid, P_{t} ist der Tripelpunkt und P_{c} der kritische Punkt.

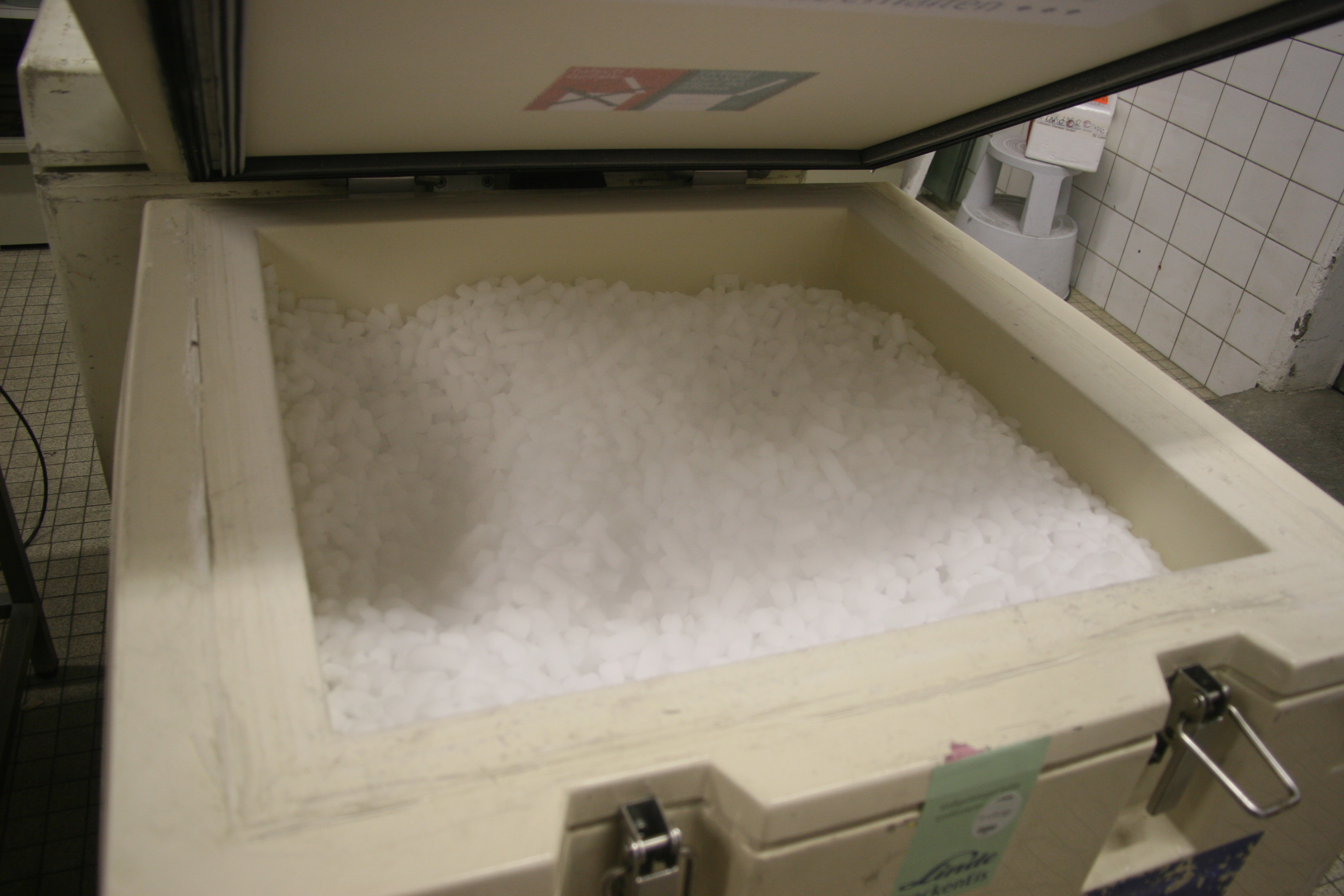
Befüllter Container für Trockeneis

Trockeneis ist festes Kohlenstoffdioxid (CO2). Unter Normaldruck ist Trockeneis nicht wärmer als −78,4° C, es schmilzt bei Erwärmung nicht, sondern geht direkt in gasförmiges Kohlenstoffdioxid über, es sublimiert.
Trockeneis ist weiß und geruchlos. Es wird hauptsächlich für industrielle Kühlzwecke verwendet. Gegenüber Wassereis hat es den Vorteil der tieferen Temperatur und der rückstandsfreien Sublimation. Atmet man die entstehenden Dämpfe ein, so kribbelt es, da sich bei Kontakt mit dem Wasser der Schleimhäute Kohlensäure bildet.
Auf der Erde kommt Trockeneis aufgrund der äußerst niedrigen Resublimationstemperatur praktisch nicht natürlich vor. In der CO2-reichen Atmosphäre des Mars friert es jedoch im Winter in höheren Breiten aus und bildet die bekannten Polkappen. Auch einige Meteoroiden enthalten größere Mengen davon.
Adrien Thilorier hat um 1835 zuerst Trockeneis hergestellt.

## Eigenschaften
Trockeneis ist ein weißer, wassereisähnlicher und geruchloser Feststoff. 1 m3 gasförmiges Kohlenstoffdioxid bei 0° C und 1013 hPa hat eine Masse von 1,9767 kg.
Der kritische Punkt Pc von Kohlenstoffdioxid liegt bei einer Temperatur von Tc = 304,13 K (30,98 °C) und einem Druck von pc = 73,75 bar. Die kritische Temperatur Tc beträgt 30,9 °C.
Bei Normaldruck sublimiert Trockeneis bei −78,48 °C (194,67 K). Dabei ändert sich das Volumen auf das 760-fache. Dieser Phasenübergang benötigt eine spezifische Sublimationsenthalpie von 571,1 kJ/kg (bzw. 25,1 kJ/mol). Die Kühlwirkung von Trockeneis beträgt bei isobarer Sublimierung von −78,5 °C (194,65 K) Feststoff auf 0 °C Gas (273,15 K) etwa 640 kJ/kg. Dies entspricht fast der doppelten Kühlleistung von herkömmlichem Eis (333 kJ/kg).
Kohlenstoffdioxid kann nur oberhalb des Drucks am Tripelpunkt von 5,185 bar und unterhalb der kritischen Temperatur in flüssiger Form vorliegen. Die Dichte der Flüssigkeit beträgt am Tripelpunkt 1,1785g·cm−3, die des Trockeneises beträgt ungefähr 1,56 g·cm−3. Trockeneis schwimmt also nicht wie Wassereis auf der Oberfläche der flüssigen Phase. Die Schmelzenthalpie beträgt 196,7 kJ/kg.

## Herstellung
Trockeneis wird hergestellt, indem unter Druck verflüssigtes Kohlenstoffdioxid entspannt wird. Ein Teil des Kohlenstoffdioxids verdampft und entzieht dabei dem Rest des Kohlenstoffdioxids die für die Verdampfung erforderliche Wärme, dieser kühlt damit ab. Es entsteht dabei sogenannter gefrorener Kohlensäureschnee. Dieser wird dann, je nach Anwendung, in die gewünschte Form gepresst.
Nach diesem Prinzip funktionieren auch CO2-Feuerlöscher, die – neben der Verdrängung des Luftsauerstoffes – dem Feuer Wärme entziehen und die brennenden Stoffe unter den Flammpunkt abkühlen sollen.

## Verwendung
Trockeneis wird überwiegend in der Industrie als Kühlmittel verwendet.
- In der chemischen Synthese wird es zur Kühlung von Reaktionsgemischen (meist als Kältemischung in Verbindung mit einem Lösungsmittel für effizienteren Wärmeaustausch) oder als Quelle für CO2 als Synthesebaustein genutzt.
- Um die Stabilität von Arzneimitteln bzw. Impfstoffen (im Speziellen Tozinameran) beim Transport zu gewährleisten, wird häufig auf eine Kühlung mit Trockeneis zurückgegriffen. Dies führte zusammen mit einer gedrosselten CO2-Produktion aus der Ammoniakherstellung im Sommer 2021 in Deutschland zu einer Trockeneisknappheit.[10][11]
- Im Motorsport wird Trockeneis zur Kühlung der Motoren verwendet. Vor dem Rennen werden Ventilatoren mit Trockeneis montiert. Falls das gefrorene Kohlenstoffdioxid in den Motorraum gelangt, ist es ungefährlich für die Maschine, da Trockeneis sublimiert.
- In der Elektronik wird Trockeneis zur Kühlung beim Übertakten genutzt. Als Nichtleiter ist es dort ungefährlich im direkten Einsatz.
- Verschließen von Rohrleitungen, indem durch Kühlung ein Pfropfen erzeugt wird, der diese temporär verschließt. So können Arbeiten durchgeführt werden, ohne Rohrleitungen aufwendig zu entleeren. Alternativ wird tiefkalt verflüssigter Stickstoff (−196 °C) verwendet.
- Beim Fügen von Hartmetallhülsen auf Stahlwellen wird Trockeneis eingesetzt, da der Stahl bei niedriger Temperatur stärker schrumpft als Hartmetall.
- Feines Trockeneis-Granulat, das mit hoher Geschwindigkeit auf eine zu reinigende Fläche geblasen wird führt dazu, dass Verschmutzungen (Fette, Trennmittel, Beschichtungen) hart und spröde werden und abplatzen. Man unterscheidet hierbei das Trockeneisstrahlen und das CO2-Schneestrahlen. Letzteres wird insbesondere zur Entfernung von Staubpartikeln auf Messoptiken wie den Spiegelelementen von Spiegelteleskopen eingesetzt. Rückstände von Reinigungsmitteln, die zu unerwünschter optischer Interferenz führen können, sind dabei ausgeschlossen.

### Medizin und Biologie
- Zur Entfernung von Warzen werden diese zum Teil vereist. Die Kälteverbrennung breitet sich als Kegel nach innen aus. Die aufgebrachten Mengen sind so gering, dass lediglich die obersten Hautschichten absterben.
- Beim Sensibilitätstest von Zähnen kommt es durch den Temperaturabfall bei vitalen gesunden Zähnen zu einem den Reiz nicht überdauernden Schmerz. Kommt es zu keiner Schmerzempfindung, müssen weitere diagnostische Maßnahmen getroffen werden. Ein negativer Sensibilitätstest kann ein Zeichen für eine Pulpanekrose sein. Bei einer Pulpitis kommt es zu einer den Reiz überdauernden verstärkten und nachziehenden Schmerzempfindung. Die Therapie der Pulpanekrose und der Pulpitis ist die Wurzelbehandlung.

- Betäubung von Bienen, insbesondere der Bienenkönigin während der instrumentellen Besamung.

- Bei der Überwachung blutsaugender Insekten und Vektoren, die Kohlenstoffdioxid in ihrer Wirtsfindung verwenden (z. B. Stechmücken), wird das Kohlenstoffdioxid freigesetzt und lockt die Insekten in die Nähe der Einsaugöffnungen spezieller Fallen.

- In den USA ist Trockeneis zur Rattenbekämpfung zugelassen. Es wird in die Eingänge von Rattenbauten eingebracht. Durch das freigesetzte Kohlenstoffdioxid, das aufgrund seiner Dichte in die Bauten fließt, ersticken die Tiere.[12]

### Veranstaltungstechnik

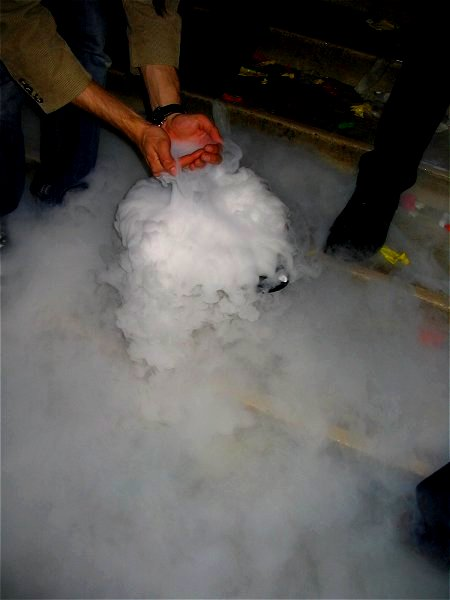
Erzeugung von Bodennebel mit Trockeneis

- In der Veranstaltungs- und Bühnentechnik werden Bodennebeleffekte heute seltener durch Trockeneis erzeugt, auf das heißes Wasser gegossen wird, als durch Nebelmaschinen. Der Nebel, der durch Trockeneis erzeugt wird, hat aber den Vorteil, dass er aufgrund seiner höheren Dichte des sublimierten CO2-Gases in Bodennähe bleibt und nicht wie Fluidnebel den ganzen Raum füllt. Vermehrt kommen hierbei Nebelfluide zum Einsatz.
- Weil unter Wasser befindliches Trockeneis optisch den Eindruck sprudelnd kochenden Wassers erzeugt, wird es in der Filmtechnik gelegentlich dazu verwendet. Von echtem kochendem Wasser unterscheidet sich der Vorgang durch mit Nebel und CO2 gefüllte Wasserblasen.

### Küche
- Oft ist Trockeneis ein leichter verfügbares Kryogen als flüssiger Stickstoff. Dies kann zum Beispiel zur Bereitung von Speiseeis genutzt werden, wodurch das Produkt zusätzlich mit Kohlensäure versetzt wird. Handelsübliches Trockeneis für den industriellen Einsatz kann allerdings unter Umständen Verunreinigungen enthalten und sollte daher nicht zum Kühlen von Nahrungsmitteln oder bei ihrer Herstellung verwendet werden.

## Gefahren
Beim Umgang mit Trockeneis sollten Handschuhe und Schutzbrille getragen werden. Bei versehentlichem Hautkontakt sublimiert es an seiner Oberfläche und bildet eine dünne schützende Gasschicht, die den direkten Kontakt zur Haut verhindert (Leidenfrost-Effekt). Bekommt Trockeneis trotzdem über mehrere Sekunden einen festen Kontakt zur Haut, wird die Sublimierung unterbrochen und das Eis bleibt, ähnlich wie beim Anfassen tiefkalter Metallgegenstände, an der Haut kleben. Um langzeitige Schädigungen der Haut und der darunter liegenden Gewebeschichten zu verhindern, muss es augenblicklich entfernt (abgerissen) werden, da es sonst zu einer Kälteverbrennung kommt, bei der das Gewebe in wenigen Sekunden abstirbt. Das Verschlucken von Trockeneis ist lebensgefährlich.
Bei der Aufbewahrung in geschlossenen Räumen verdrängt das entstehende Kohlenstoffdioxidgas aufgrund seiner höheren Dichte die Luft am Boden. Bei der Sublimation dehnt sich das Gas auf das 760fache des ursprünglichen Volumens aus, weswegen auch kleine Mengen Trockeneis einen Raum völlig mit Gas füllen können. In Konzentrationen oberhalb von 5 % wirkt es auch bei noch ausreichendem Sauerstoffgehalt der Atemluft erstickend (Verminderung des reflektorischen Atemanreizes bis zum Atemstillstand). Beim Transport in geschlossenen Behältern kann sich ein gefährlicher Gasdruck aufbauen.
Das Bundesinstitut für Risikobewertung (BfR) weist darauf hin, dass Trockeneis nur in geeigneten, gut isolierten Behältern aufbewahrt und transportiert werden sollte. Diese Behälter sollten wegen der Explosionsgefahr durch den Gasdruck jedoch nicht gasdicht verschlossen sein. Sowohl bei Transport, Lagerung und Verwendung in geschlossenen Räumen und Fahrzeugen muss auf eine ausreichende Belüftung geachtet werden.